# Nocturne in E-Flat
Nocturne in E-Flat è un cortometraggio muto del 1914 interpretato, insieme a Rose Tapley, e diretto da William Humphrey.

## Produzione
Il film fu prodotto dalla Vitagraph Company of America.

## Distribuzione
Distribuito dalla General Film Company, il film uscì nelle sale cinematografiche statunitensi nel 1914.